# Дворянское гнездо (фильм)
«Дворянское гнездо» — советский художественный фильм Андрея Кончаловского по мотивам одноимённого романа Ивана Сергеевича Тургенева.

## Сюжет
Главный герой фильма Фёдор Иванович Лаврецкий возвращается в своё поместье после 11-летнего проживания в Париже, в котором осталась его жена. Разочарованный жизнью, обманутый изменившей ему женой, измученный долгой разлукой с Россией — так выглядит герой в начале фильма. Вскоре Лаврецкий влюбляется в очаровательную юную дочь своей двоюродной сестры, Лизу. Спустя какое-то время Лаврецкий узнаёт из газет о смерти в Париже жены. Он признаётся в любви Лизе, но в имение внезапно возвращается жена.

## В ролях
- Ирина Купченко — Елизавета Михайловна Калитина
- Леонид Кулагин — Фёдор Иванович Лаврецкий
- Беата Тышкевич — Варвара Павловна Коробьина
- Тамара Чернова — Мария Дмитриевна Калитина
- Виктор Сергачёв — Паншин Владимир Николаевич
- Василий Меркурьев — Гедеоновский Сергей Петрович
- Александр Костомолоцкий — Христофор Фёдорович Лемм
- Мария Дурасова — Марфа Тимофеевна Пестова
- Владимир Кочурихин — Антон
- Сергей Никоненко — Гришка
- Никита Михалков — князь Нелидов
- Николай Губенко — Ситников
- Нонна Терентьева — Жюстина
- Зоя Рупасова — Акулина
- Дарья Семёнова — Леночка (Елена Михайловна Калитина)
- Лилия Огиенко-Оливье — княжна Гагарина
- Елена Тяпкина — эпизод
- Леонид Плешаков — эпизод

## Съёмочная группа

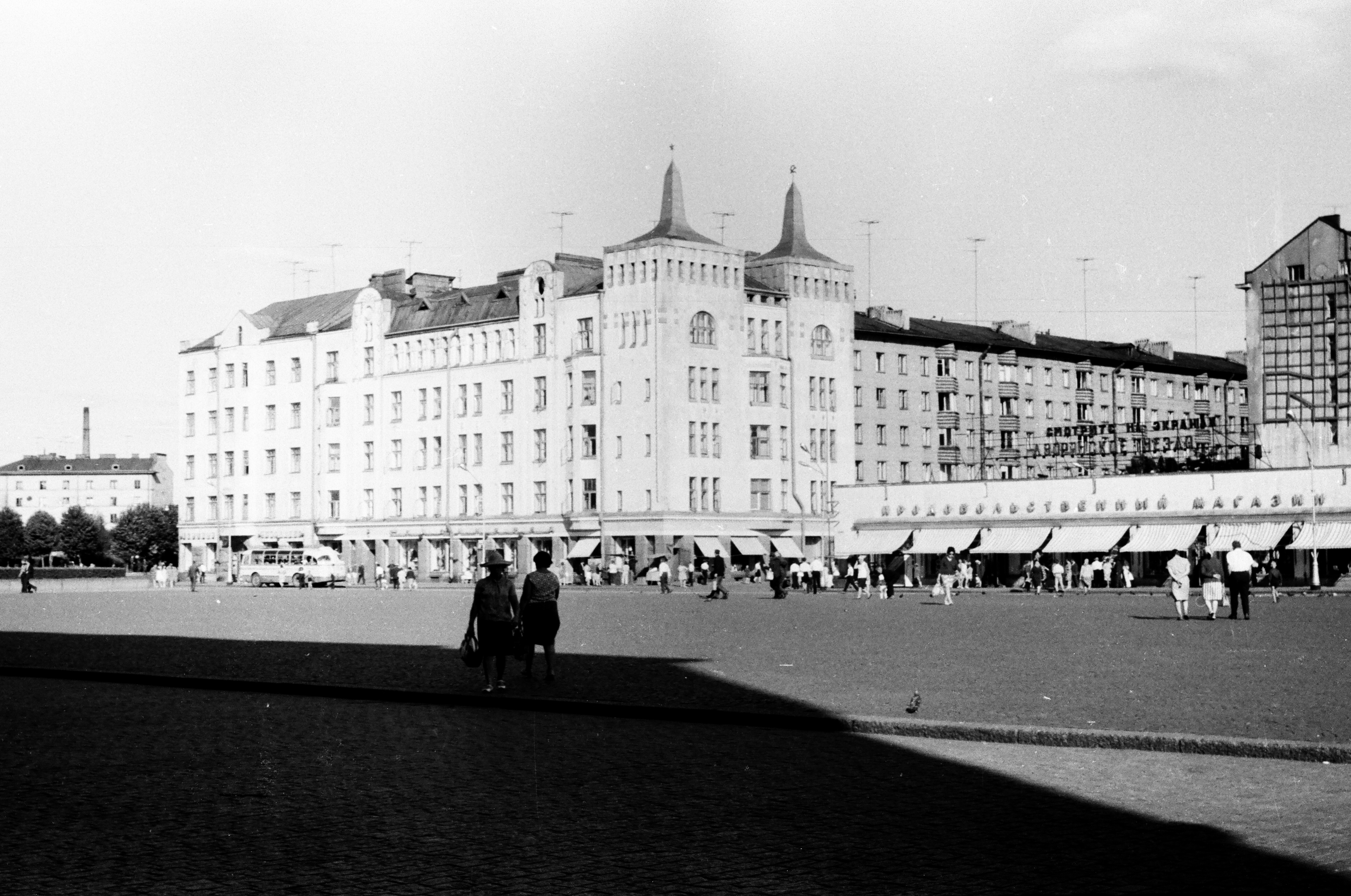
Реклама проката фильма в Выборге

- Авторы сценария: Валентин Ежов, Андрей Михалков-Кончаловский
- Режиссёр: Андрей Михалков-Кончаловский
- Оператор: Георгий Рерберг
- Художники: Александр Бойм, Николай Двигубский, Михаил Ромадин
- Композитор: Вячеслав Овчинников
- Монтаж: Л. Покровская
- Костюмы: В. Нисская
- Звук: Раиса Маргачева
- Консультант по историческому костюму Мария Мерцалова

## Награды
- 1973 Jussi Award — лучший иностранный режиссёр (Андрей Михалков-Кончаловский)

## Романс
Текст романса «Ивы», который звучит в фильме, написан матерью А. С. Кончаловского писательницей и поэтессой Натальей Петровной Кончаловской, музыка — Вячеслав Овчинников. В фильме романс звучит в исполнении сестёр Лисициан — Карины и Рузанны.

## Критика
Фильм вызвал бурные дискуссии.
По словам режиссёра Сергея Соловьёва, фильм был обруган «всей нашей советской либеральной интеллигенцией». Киновед Олег Ковалов так оценивал претензии к фильму: «„Дворянскому гнезду“ дружно выговаривали за эстетизм, но истинную причину недоумения и неприятия выразил Евгений Евтушенко, спросив в лоб: а где же здесь батоги, которыми били мужиков в этих изысканных усадьбах, словом, где крепостное право?».
Критик Станислав Рассадин свою разгромную рецензию в журнале «Советский экран» (1969, № 17) озаглавил «Экскурсия в прошлое России». Он утверждал, что экранизатор приукрасил тургеневскую Россию, «увлёкся не красотой, а красивостью», «не простотой, а пышностью», «не сутью, а внешностью». Александр Мачерет оспаривал эту оценку в «Литературной газете» в статье «Чувство красоты» и, напротив, хвалил фильм.
В журнале «Искусство кино» печатались противоречивые отзывы. В номере 12 за 1969 год столкнулись мнения В. Ольгина и Л. Аннинского. В. Ольгин утверждал: «Как ни суров приговор, я всё же должен сказать, что А. Михалкову-Кончаловскому, по-видимому, нечего пока сказать об эпохе, которую он решил воскресить. Всякого рода „вещность“, столь обильно и ярко представленная в фильме, по сути дела, обездушена, хотя вся её ценность именно в том сложном и глубоком смысле, который она предметно оформляла. Естественно, что режиссёру не оставалось ничего другого, как „поиграть“ с этой вещностью».
Льву Аннинскому фильм казался «необходимым и интересным опытом художника». Он написал: «Фильм А. Михалкова-Кончаловского, если хотите, символичен, а не драматичен. Люди с их страстями показаны здесь как составная часть старого декора. Но вот парадокс и загадка этого фильма: вас не оставляет ощущение, что человек всё-таки присутствует здесь. Только он явлен не в привычной художественной системе: образ — характер — поступок, а в самой тональности ленты, в одухотворении её».
Дискуссия продолжилась в 1970 году. Критик У. Гуральник считал, что роман был потерян при экранизации. Александр Липков утверждал, что «фильм изумительно красив» и «важен своим итогом, простым и в то же время неповторимо современным». «Мир красивых вещей, который заполонил экран в „Дворянском гнезде“ А. Михалкова-Кончаловского; тот пафос, с каким сняты в нём пейзажи, интерьеры, портреты; эпизод у барышника; символическая крестьянская девочка, наконец, — всё это конечно же попытка перевести в эмоционально-зрительный ряд всё ту же общую нашу думу о судьбе родины, о её величии и красоте», — писал Д. Стариков.
Литературовед В. Турбин, положительно оценивая картину, видел в ней не столько экранизацию, сколько самостоятельное произведение с современным смыслом. Литературовед Вадим Кожинов упрекал режиссёра, что он «заигрался» с модной в то время эпохой и ему нечего сказать о ней. Кожинов был особенно недоволен «шутовской фигурой горбуна, дирижирующего воображаемым оркестром или хором». Кинокритик Майя Туровская написала, что «концепция задавила картину», что режиссёр «превратил заглохшую усадьбу Калитиных в музей русской мебели и утвари и сделал „западника“ Тургенева заядлым „славянофилом“ дремучего толка».
Режиссёр Сергей Соловьёв так оценивал фильм: «… практически мне нравилось в картине всё. И актёры, включая, разумеется, и Л.Кулагина — Лаврецкого, тоже, помню, дружно тогда обруганного. Сейчас уже, по прошествии многих лет, по холодному разуму и я где-то нахожу в его игре кой-какие обидные и раздражающие изъяны. И тем не менее многие кулагинские куски оставили впечатление. Хотя бы сцена, где он слушает раковину, когда ранним утром приходит в имение Калитиных и видит на балконе Лизу. До сих пор вспоминаю всё это как чувственно осязаемые мгновения самой жизни, словно бы мною прожитые».
Олег Ковалов писал: «Прихотливое и изысканное „Дворянское гнездо“ с его переливчатыми ритмами и красками, в градации от нежно-палевых до сочного багрянца, словно дразнило контрастом с шероховатыми фактурами „Аси Клячиной…“ Прошлое страны представало здесь идиллическим раем, фильм был первым плачем по „России, которую мы потеряли“».